# Pedicularis rudis
Pedicularis rudis är en snyltrotsväxtart som beskrevs av Carl Maximowicz. Pedicularis rudis ingår i släktet spiror, och familjen snyltrotsväxter. Inga underarter finns listade i Catalogue of Life.